# Sanfins (Valença)
Sanfins ist ein Ort und eine ehemalige Gemeinde (Freguesia) im nordportugiesischen Kreis Valença der Unterregion Minho-Lima. Die Gemeinde hatte 163 Einwohner (Stand 30. Juni 2011).
Am 29. September 2013 wurden die Gemeinden Sanfins und Gondomil zur neuen Gemeinde União das Freguesias de Gondomil e Sanfins zusammengeschlossen.